# Рыбное колесо
Рыбное колесо — механическое приспособление для ловли рыбы без участия человека. Рыбные колёса предназначались для ловли лососей, идущих на нерест.
Рыбное колесо широко использовались поселенцами в Канаде и США в XVIII—XIX веках; в XX веке встречается значительно реже.
Рыбное колесо действует по принципу водяного колеса (как на водяных мельницах), представляет собой горизонтальную ось с насаженными на неё вращающимися сетчатыми черпаками (как правило, два черпака). Чтобы направить идущего на нерест лосося к месту установки рыбного колеса, устраивалась поперёк течения реки запруда из деревянного частокола, оставлялся узкий проход, через который проходила вверх по течению рыба, там, собственно, и ставилось рыбное колесо. Течение вращало черпаки с сетками, в которые попадала рыба. Затем добыча поднималась сетками и по наклонному жёлобу соскальзывала в накопитель (ящик или корзина).
На Аляске устанавливать рыбные колёса разрешалось только на реках Коппер и Юкон. Рыбное колесо считалось коллективным орудием лова, обо всех случаях такой рыбной ловли требовалось сообщать в Департамент природных ресурсов Аляски. Законы США требовали, что когда нет путины, колесо должно быть извлечено из воды.
Лосось, пойманный на реке Юкон, обычно шёл на корм для ездовых собак.
Рыбные колёса были весьма эффективны. Так, в путину 1906 года, только одним колесом, установленным на реке Колумбия около города Даллас (Орегон), было добыто 418 тысяч фунтов (около 188 тонн) лосося, а в том году на реке работало более 75 колёс.
Общественность требовала запрета рыбных колёс, так как считалось, что каждый десятый избежавший ловушки лосось смертельно травмируется, не доходит до места нереста, что ведёт к истощению рыбных запасов.
Рыбные колёса на реке Колумбия были запрещены в штате Орегон в 1928 году и в штате Вашингтон в 1935 году. Однако построенная на этой реке в 1942 году плотина гидроэлектростанции Гранд-Кули не имеет рыбопропускных сооружений, и красная рыба не может метать икру в верховьях Колумбии.
Иногда рыбные колёса применяют для подсчёта и пометки рыб — поскольку они всё-таки меньше повреждают рыбу, чем другие орудия отлова.